# Stay in Touch
Stay in Touch este al zecelea album de studio al cântăreței Sandra.

## Piese
| Nr. | Titlu                      | Autor(i)                     | Producător(i)           | Lungime |  |
| 1.  | „Stay in Touch”            | Jens Gad, Hubert Kemmler     | Piet Blank, Jaspa Jones | 3:48    |  |
| 2.  | „Infinite Kiss”            | Jens Gad, Hubert Kemmler     | Piet Blank, Jaspa Jones | 2:51    |  |
| 3.  | „Between Me & the Moon”    | Jens Gad                     | Piet Blank, Jaspa Jones | 3:22    |  |
| 4.  | „Maybe Tonight”            | Jens Gad                     | Piet Blank, Jaspa Jones | 3:05    |  |
| 5.  | „Moscow Nights”            | Jens Gad                     | Piet Blank, Jaspa Jones | 3:41    |  |
| 6.  | „Heart of Wax”             | Jens Gad                     | Piet Blank, Jaspa Jones | 4:15    |  |
| 7.  | „Kings & Queens”           | Jens Gad                     | Piet Blank, Jaspa Jones | 3:16    |  |
| 8.  | „Angels in My Head”        | Jens Gad                     | Piet Blank, Jaspa Jones | 2:55    |  |
| 9.  | „Sand Heart”               | Jens Gad                     | Piet Blank, Jaspa Jones | 3:47    |  |
| 10. | „Love Starts with a Smile” | Jens Gad                     | Piet Blank, Jaspa Jones | 3:26    |  |
| 11. | „Sun in Disguise”          | Susanne Sigl, Hubert Kemmler | Piet Blank, Jaspa Jones | 4:23    |  |

| Deluxe Edition Disc 2 |                                               |                              |                         |         |  |
| Nr.                   | Titlu                                         | Autor(i)                     | Producător(i)           | Lungime |  |
| 1.                    | „Moscow Nights (Extended Version)”            | Jens Gad                     | Piet Blank, Jaspa Jones | 5:16    |  |
| 2.                    | „Kings & Queens (Extended Version)”           | Jens Gad                     | Piet Blank, Jaspa Jones | 6:30    |  |
| 3.                    | „Love Starts with a Smile (Extended Version)” | Jens Gad                     | Piet Blank, Jaspa Jones | 5:46    |  |
| 4.                    | „Angels in My Head (Extended Version)”        | Jens Gad                     | Piet Blank, Jaspa Jones | 5:35    |  |
| 5.                    | „Stay in Touch (Extended Version)”            | Jens Gad, Hubert Kemmler     | Piet Blank, Jaspa Jones | 5:48    |  |
| 6.                    | „Between Me & the Moon (Extended Version)”    | Jens Gad                     | Piet Blank, Jaspa Jones | 5:27    |  |
| 7.                    | „Sun in Disguise (Extended Version)”          | Susanne Sigl, Hubert Kemmler | Piet Blank, Jaspa Jones | 5:57    |  |
| 8.                    | „Maybe Tonight (Extended Version)”            | Jens Gad                     | Piet Blank, Jaspa Jones | 4:58    |  |
| 9.                    | „Infinite Kiss (Extended Version)”            | Jens Gad, Hubert Kemmler     | Piet Blank, Jaspa Jones | 5:17    |  |
| 10.                   | „Sand Heart (Extended Version)”               | Jens Gad                     | Piet Blank, Jaspa Jones | 6:20    |  |
| 11.                   | „Heart of Wax (Extended Version)”             | Jens Gad                     | Piet Blank, Jaspa Jones | 7:12    |  |

| Bonus Track Edition |                |          |                         |         |  |
| Nr.                 | Titlu          | Autor(i) | Producător(i)           | Lungime |  |
| 12.                 | „Russian Eyes” | Jens Gad | Piet Blank, Jaspa Jones | 3:44    |  |

| iTunes Edition |                                  |          |                         |         |  |
| Nr.            | Titlu                            | Autor(i) | Producător(i)           | Lungime |  |
| 12.            | „Infinite Kiss (Ibiza Club Mix)” | Jens Gad | Piet Blank, Jaspa Jones | 6:44    |  |

## Clasamente
| Clasament (2012) | Poziție de top |
| ---------------- | -------------- |
| Belgium          | 174            |
| Czech Republic   | 40             |
| France           | 119            |
| Germany          | 20             |
| Switzerland      | 51             |